# Phoebe Dynevor
Phoebe Dynevor, född den 17 april 1995 i Trafford, Greater Manchester, Storbritannien, är en brittisk skådespelare.
Dynevor har bland annat medverkat i filmerna The Colour Room från 2021 och Fair Play samt i Bank of Dave från 2023. Hon har även medverkat i TV-serien Familjen Bridgerton 2020–2022.

## Filmografi (i urval)
- 2017–2018 – Snatch (TV-serie)
- 2020—2022 – Familjen Bridgerton
- 2022 – The Colour Room
- 2023 – Bank of Dave
- 2023 – Fair Play
- 2024 – Inheritance
- 2025 – Anniversary
- 2026 – Shiver